# Omkarananda
Hari Krishnain Secunderabad, noto come Swami Omkarananda (Hyderabad, 25 dicembre 1929 – Langen bei Bregenz, 4 gennaio 2000) è stato un religioso, filosofo e scrittore indiano.
Nel 1966 fonda a Winterthur in Svizzera il Divine Light Center (DLZ), nel 1983 l'Omkarananda Ashram a Rishikesh in India e nel 1986 l'Omkarananda Ashram Austria presso Bregenz.
Nel 1979, Omkarananda viene condannato dalla Corte suprema federale a 14 anni di carcere, a causa di un attacco alla casa del consigliere governativo di Zurigo Jakob Stucki e viene rilasciato anticipatamente nel 1985. Dal suo verdetto, i suoi sostenitori si sono battuti per la sua riabilitazione, e lo stesso Omkarananda non ha mai riconosciuto lo stesso verdetto.
| Controllo di autorità | VIAF (EN) 25394853 · ISNI (EN) 0000 0000 7987 5280 · LCCN (EN) n2012218882 · GND (DE) 118589962 · BNF (FR) cb144512367 (data) |